# Vasilisa Stepanova
Vasilisa Andreevna Stepanova, nata Kostygova ((in russo Василиса Андреевна Степанова?); Tver', 26 gennaio 1993), è una canottiera russa.
In coppia con Elena Orjabinskaja ha vinto la medaglia d'argento nel 2 senza femminile ai Giochi Olimpici di Tokyo 2020.

## Carriera
Vasilisa Kostygova è nata a Tver' il 26 gennaio 1993. Suo padre Andrej Kostygov è allenatore di canottaggio presso il CSKA Mosca e suo fratello maggiore Pavel è stato un giocatore professionista di hockey su ghiaccio. Da bambina ha praticato nuoto, canoa e kayak, vincendo anche alcune gare di nuoto nei 100 e 500 metri farfalla e stile libero durante gli anni in cui la famiglia ha vissuto a Zelenograd.
A quindici anni ha deciso di dedicarsi esclusivamente al canottaggio, allenandosi a Tver' con il maestro Aleksandr Sergeyev; a sedici anni è entrata a fare parte della squadra giovanile russa e dal 2010 suo padre è diventato anche il suo allenatore.
Nel 2014 ha vinto la prima importante gara internazionale, conquistando la medaglia d'oro nella specialità quattro di coppia ai Campionati mondiali di canottaggio U23 di Varese.
Nel 2016 e 2018 ha partecipato ai Campionati europei di canottaggio nella specialità quattro di coppia, raggiungendo la finale ma senza conquistare il podio. Nel 2018 ha partecipato anche ai Campionati del mondo di canottaggio nella stessa specialità, senza però raggiungere la finale A.
Oltre al canottaggio classico si è dedicata anche al canottaggio costiero, conquistando la medaglia d'oro nel due di coppia ai campionati mondiali 2019 di Hong Kong insieme a Anna Prakaten.
Nel 2019 ha vinto la medaglia di bronzo ai Campionati europei nella specialità otto con, e ha concluso al secondo posto la finale B nella stessa specialità ai Campionati del mondo. Nel 2020 ha preso parte ai Campionati europei sia nel quattro senza sia come parte dell'equipaggio dell'otto con, raggiungendo in entrambi i casi la finale maggiore. Ha raggiunto la finale maggiore nel quattro senza anche ai Campionati europei dell'anno successivo.
A luglio 2021 ha fatto parte della delegazione del Comitato olimpico russo alle Olimpiadi di Tokyo, vincendo la medaglia d'argento del due senza in coppia con Elena Orjabinskaja.

## Via privata
Nel 2014 ha sposato il vogatore russo Vasily Stepanov, e ha preso il cognome del marito.

## Palmarès
- Giochi olimpici

Tokyo 2020: argento nel due senza;
- Europei

Lucerna 2019: bronzo nell'otto con;
- Mondiali U23

Varese 2014: oro nel quattro di coppia;
- Campionati mondiali di Coastal Rowing

Hong Kong 2019 : oro nel due di coppia;